# Rochefort-sur-la-Côte
Rochefort-sur-la-Côte è un comune francese di 69 abitanti situato nel dipartimento dell'Alta Marna nella regione del Grand Est.

## Società

### Evoluzione demografica
Abitanti censiti